# Погранічний (Краснознаменський район)
Погранічний (рос. Пограничный) — селище Краснознаменського району, Калінінградської області Росії. Входить до складу Краснознаменського міського округу.
Населення —  91 особа (2015 рік). 

## Населення
| 2002 | 2010 |
| ---- | ---- |
| 117  | ↘91  |